# 美國藍卡制度
藍卡（英語：blue discharge, blue ticket）是美國舊軍制中一種無關榮譽與否的行政退伍令。它自1916年實施，後演變為軍方剷除同性戀軍人的手段。發放對象也有很大比例為非裔美國人。
藍卡持有者在遭免職後，仍在平民生活中飽受歧視：他們不得享有美國退伍軍人事務部依《退伍軍人權利法案》所保障的權利；在就業方面，也因為雇主知道藍卡的負面意義而處處碰壁。
於是改革聲浪四起，而鑒於持有者中極高比例為非裔美國人，藍卡制度尤其受到黑人族群的激烈批評。
在輿論的強烈抨擊下，美國國會在1947年廢止藍卡制度，以「普通」和「非榮譽」兩種級別的退伍令取代。

## 對現代社會的影響
有學者認為藍卡制度在某個程度上導致美國某些港口城市（例如三藩市、芝加哥和紐約市）擁有頗大的同性戀人口。這些學者認為因為某些遭到藍卡制度影響而被勒令退伍的軍人是來自小城市或者人煙稀少的地區，他們並不想回到家鄉承受與藍卡退伍有關的羞辱，所以他們回到美國時會搬到一些具有頗大同性戀文化的城市，或者在返回美國時經過的港口城市定居。

## 文獻
- Bennett, Michael J. . Brassey's. 1999. ISBN 157488218X （英语）.
- Bérubé, Allan.  Plume edition 1991. New York: The Penguin Group. 1990. ISBN 0452265983 （英语）.
- Jones, Major Bradley K. (January 1973). "The Gravity of Administrative Discharges: A Legal and Empirical Evaluation" The Military Law Review 59:1–26.（英文）
- McGuire, Phillip (ed.) (编). . University Press of Kentucky. 1993. ISBN 0813108225 （英语）.
- Mettler, Suzanne. . Oxford University Press US. 2005. ISBN 0195180976 （英语）.
- Miller, Neil. . New York: Vintage Books. 1995. ISBN 0099576910 （英语）.
- Meyer, Leisa D. . Columbia University Press. 1998. ISBN 0231101457 （英语）.
- Shilts, Randy. . New York: St. Martin's Press. 1993. ISBN 031209261X （英语）.